# Jürgen Eschert
Jürgen Eschert (ur. 24 sierpnia 1941 w Magdeburgu) – niemiecki kajakarz, kanadyjkarz, złoty medalista olimpijski z Tokio.
Specjalizował się w kanadyjkowej jedynce. Igrzyska w 1968 były jego jedyną olimpiadą i triumfował na dystansie 1000 metrów. Reprezentował barwy NRD, jednak w 1964 – po raz ostatni – niemieccy sportowcy startowali w jednej ekipie. Był medalistą mistrzostw Europy w 1965 (C-1 1000 m).